# Gianfranco Astori
Gianfranco Astori (Milano, 13 luglio 1948) è un giornalista e politico italiano.

## Biografia
Inizia l'attività di giornalista alla fine degli anni Sessanta collaborando all'agenzia di stampa «Sport Informazioni», a Milano. Durante gli anni della contestazione studentesca frequenta la facoltà di sociologia all'Università di Trento impegnandosi nelle organizzazioni studentesche  di ispirazione cristiana.
A cavallo tra la fine degli anni '60 e l'inizio degli anni '70 entra nel gruppo dirigente nazionale dei giovani della Democrazia Cristiana, sino a divenirne presidente.
Impegnato nel movimento a livello internazionale, viene eletto (1977), Segretario generale dell'Unione internazionale dei giovani DC.
Trasferitosi per queste ragioni a Roma, collabora con alcune testate legate alla Democrazia Cristiana come «Italiacronache», il settimanale «La Discussione» e «Il Popolo», quotidiano del partito, dove l'allora direttore Gianni Pasquarelli gli affida la redazione della "pagina dei giovani", pubblicata settimanalmente.
Nel 1974 si trasferisce a Torino dove collabora alle attività di comunicazione del Consorzio delle cooperative agricole del Piemonte, collegato alla neonata centrale cooperativa dell'Unione Nazionale Cooperative Italiane. Alla fine del 1976 ritorna nella Capitale come responsabile dell'ufficio stampa e relazioni esterne dell'Istituto per le relazioni tra l'Italia e i Paesi dell'Africa, America Latina e Medio Oriente, guidato da Piero Bassetti e Giampaolo Calchi Novati.
Nel 1978 entra come praticante all'agenzia di stampa Asca, di cui sarà poi corrispondente da Torino, inviato sui temi dell'economia e della politica internazionale e infine direttore responsabile dal 2009 al 2014. Nel 1980 diventa giornalista professionista. Dal 2011 al 2013 ha diretto, per lo stesso gruppo editoriale, anche il settimanale specializzato in notizie aeronautiche e aerospaziali Airpress.
Responsabile dell'Ufficio per l'Italia del Parlamento europeo, è stato anche Consigliere per l'informazione presso la Presidenza del Consiglio dei ministri ed il Ministero della Difesa.
Deputato al Parlamento per la Democrazia Cristiana nella IX, X, XI legislatura repubblicana, ricopre nei governi Goria, De Mita, Andreotti VI ed Andreotti VII l'incarico di sottosegretario di Stato al Ministero dei Beni culturali ed ambientali.
A livello locale è stato eletto, fra l'altro, sindaco di Rassa (Provincia di Vercelli) nel 1970, ultimo presidente del Consiglio di Valle-Valsesia e primo presidente del Comprensorio di Borgosesia, mentre nel 1975 e nel 1980 ha rappresentato il collegio Varallo-Alta Valsesia nel Consiglio dell'amministrazione provinciale di Vercelli, della quale è stato anche assessore.
Dal febbraio 2015 ricopre il ruolo di Consigliere del Presidente della Repubblica Sergio Mattarella per l'informazione.